# Gabriele Wittek
Gabriele Wittek (Wertingen, 7 ottobre 1933 – 23 ottobre 2024) è stata una veggente, scrittrice e saggista tedesca, fondatrice e direttrice di Vita Universale (Universelles Leben, UL) che si riferisce a lei come una profetessa.

## Biografia
Era figlia di un maestro di sartoria di nome Matthias e di sua moglie Mathilde. Dopo la scuola secondaria si formò come impiegata commerciale e praticò questa attività a Monaco di Baviera. Il 16 luglio 1955, si sposò con l'ingegnere Rudolf Tegernsee.
Riferì di aver ricevuto il 6 gennaio del 1975 i primi supposti messaggi spirituali in seguito a una visione da colui che si presentò a lei come fratello Emmanuel, il cherubino della sapienza divina.
Affermava di non ricevere i messaggi, visioni e sensazioni di luce come mezzo spirituale in tutto o in parte-trance, ma con piena coscienza di veglia.
Già nel 1975 venne costituito un primo cerchio ristretto di interessati nella casa di Wittek a Würzburg; questi si occuparono di trascrivere e pubblicizzare i supposti messaggi ricevuti dalla profetessa. Nel 1977, un altro gruppo fu fondato a Norimberga, e in quell'anno la comunità iniziò nei documenti interni ad utilizzare il nome di Gesù Cristo; dal 1979 iniziò anche la pubblicazione e la commercializzazione di numerosi opuscoli da distribuire pubblicamente. Il 19 gennaio del 1980 fu registrato, sempre a Norimberga, il nome della comunità, inizialmente chiamata Lo Spirito Interiore = Chiesa di Cristo fondata, e il 26 aprile del 1980 a Stoccarda seguì la fondazione effettiva del Heimholungswerk Jesu Christi sotto il nome di Gesù Cristo Lo Spirito Interiore = Chiesa di Cristo fondata. Sia la donna che suo marito Rudolf Tegernsee furono tra i sette membri fondatori. Attraverso una campagna di marketing, la comunità ebbe immediatamente una rapida espansione, soprattutto in Germania. Nel 1984 il Heimholungswerk Jesu Christi mutò il suo nome in Universelles Leben Vita Universale (UL).
Prima del 1975, l'attività letteraria di Gabriele Wittek non era nota. Da quel momento, però, è apparsa al mondo nel 2006 con più di 50 opere tra cui numerosi saggi.